# Ivan Smirnov (cyclisme)
Pour l'homme politique russe, voir Ivan Smirnov.
Ivan Smirnov (né le 14 janvier 1999) est un coureur cycliste russe, qui participe à des compétitions sur route et sur piste.

## Biographie
Chez les juniors (17/18 ans), Ivan Smirnov intègre l'équipe nationale russe sur piste et sur route. Il remporte ses premiers succès internationaux avec Lev Gonov et Gleb Syritsa, principalement sur piste. En 2017, il devient champion du monde et d'Europe de poursuite par équipes juniors. Il est également champion d'Europe sur la poursuite individuelle juniors. En 2018, il décroche deux médailles aux championnats d'Europe espoirs (moins de 23 ans). L'année suivante, il rejoint l'équipe Lokosphinx. En 2019, il remporte la médaille d'or en poursuite par équipes aux Jeux européens et aux championnats d'Europe espoirs. En octobre 2020, lors des championnats d'Europe espoirs, il décroche deux titres en poursuite par équipes et en course à l'américaine. Sur route, il gagne le Grand Prix Mount Erciyes 2200. 
En 2021, il remporte à domicile l'américaine et la poursuite par équipes lors de la manche de Coupe des nations à Saint-Pétersbourg.En août 2021, il se casse la hanche droite lors d'une chute dans une descente en Italie. Opéré pour se faire poser des broches en titane, il déclare forfait pour les championnats d'Europe à Granges et les mondiaux à Roubaix organisés les mois suivants.
Avec l'invasion de l'Ukraine par la Russie et le retrait de la licence de Lokosphinx début 2022, il rejoint avec plusieurs coéquipiers une équipe amateur enregistrée en Espagne. Il remporte à plusieurs reprises des courses du calendrier national en Espagne, en Italie et aux Cinq anneaux de Moscou en 2023 et 2024. Ses succès attirent l'attention et il devient stagiaire dans l'équipe Astana Qazaqstan Development en août 2024.  Il remporte d'abord une étape du Tour de Roumanie pour l'équipe de développement, puis décroche des victoires d'étape avec l'équipe World Tour Astana Qazaqstan au Tour de Hainan et au Tour de Kyushu. 
Pour la saison 2025, Smirnov signe un contrat avec l'équipe World Tour qui est renommée XDS Astana. Cependant, comme l'équipe se bat pour rester en World Tour, il est inscrit dans l'équipe de développement. Lors de sa toute première course de la saison 2025, il remporte La Popolarissima.

## Palmarès sur piste

### Championnats du monde
| Édition / Épreuve          | Poursuite individuelle | Poursuite par équipes                     |
| Montichiari 2017 (juniors) |                        | Or (avec Gonov, Mukhomediarov et Syritsa) |
| Apeldoorn 2018             | 20e                    | 7e                                        |
| Pruszków 2019              |                        | 14e                                       |

### Coupe du monde
- 2017-2018
  - 3e de la poursuite par équipes à Pruszków
  - 3e de la poursuite par équipes à Minsk

### Coupe des nations
- 2021
  - 1er de la poursuite par équipes à Saint-Pétersbourg (avec Lev Gonov, Gleb Syritsa et Egor Igoshev)
  - 1er de l'américaine à Saint-Pétersbourg (avec Lev Gonov)

### Championnats d'Europe
| Édition / Épreuve                 | Kilomètre | Poursuite individuelle | Poursuite par équipes                     | Américaine      |
| Montichiari 2016 (juniors)        |           | Argent                 | Bronze                                    |                 |
| Anadia 2017 (juniors)             |           | Or                     | Or (avec Gonov, Mukhomediarov et Syritsa) |                 |
| Aigle 2018 (espoirs)              |           | Argent                 | Bronze                                    |                 |
| Gand 2019 (espoirs)               |           | Argent                 | Or (avec Gonov, Mukhomediarov et Syritsa) |                 |
| Fiorenzuola d'Arda 2020 (espoirs) | Bronze    | Argent                 | Or (avec Gonov, Bersenev et Syritsa)      | Or (avec Gonov) |

### Jeux européens
| Édition / Épreuve | Poursuite individuelle | Poursuite par équipes                |
| Minsk 2019        | Or                     | Or (avec Gonov, Bersenev et Syritsa) |

### Six jours
- Fiorenzuola d'Arda : 2024 (avec Lev Gonov)

### Championnats de Russie
- 2017
  - 2e de la poursuite par équipes
- 2018
  -  Champion de Russie de poursuite par équipes (avec Gleb Syritsa, Lev Gonov et Alexander Evtushenko)
  -  Champion de Russie de l'américaine (avec Aleksandr Smirnov)
- 2019
  -  Champion de Russie de poursuite par équipes (avec Nikita Bersenev, Lev Gonov et Gleb Syritsa)
  - 2e de la poursuite
  - 2e de l'américaine
- 2020
  -  Champion de Russie de poursuite par équipes (avec Nikita Bersenev, Lev Gonov et Gleb Syritsa)
  -  Champion de Russie de l'américaine (avec Lev Gonov)

## Palmarès sur route

### Par années
- 2017
  - 3e du Grand Prix Rüebliland
- 2020
  - Grand Prix Mount Erciyes 2200 mt
  - 2e du Grand Prix Cappadocia
- 2021
  - Coppa Caduti Nervianesi
  - Trofeo Città di Montelupo
  - 3e de la Medaglia d'Oro Frare De Nardi
  - 3e du Trofeo Sportivi di Briga
- 2022
  - 3e du Trofeu Joan Escolà
- 2023
  - Championnat de Sabadell[7]
  - 4e étape des Cinq anneaux de Moscou
  - Giro del Medio Polesine
  - 3e de la Coppa Caduti Nervianesi
  - 3e du Giro del Valdarno
- 2024
  - Championnat de Sabadell
  - Trofeu Joan Escolà
  - Trofeo Ayuntamiento de Zamora
  - Trofeo Caja Rural
  - 1re étape des Cinq anneaux de Moscou
  - 4e étape du Tour de Roumanie
  - 5e étape du Tour de Hainan
  - 3e étape du Tour de Kyushu
  - 2e des Cinq anneaux de Moscou
  - 3e du Tour de Kyushu
- 2025
  - La Popolarissima

### Classements mondiaux
| Année                                 | 2020 | 2021  | 2022 | 2023 | 2024 |
| ------------------------------------- | ---- | ----- | ---- | ---- | ---- |
| Classement mondial                    | 493e | 1607e | nc   | nc   | 607e |
| UCI Europe Tour                       | 404e | 1134e | nc   | nc   | nc   |
|                                       |      |       |      |      |      |
| Légende : nc = non classéSource : UCI |      |       |      |      |      |